# Harold Martín López
Harold Martín López Granizo (Ibarra (Ecuador), 3 dicembre 2000) è un ciclista su strada ecuadoriano che corre per l'XDS Astana Team; è professionista dal 2021.

## Palmarès
- 2019 (Movistar Team Ecuador, una vittoria)

7ª tappa Vuelta Ciclista a Costa Rica (Pérez Zeledón > Pacayas)
- 2020 (Movistar-Best PC, due vittorie)

6ª tappa Vuelta a Guatemala (Totonicapán > Esquipulas Palo Gordo)
8ª tappa Vuelta a Guatemala (San Pablo La Laguna > Iximché Ruins)
- 2021 (Best PC Ecuador, una vittoria)

Campionati ecuadoriani, Prova a cronometro Under-23
- 2025 (XDS Astana Team, quattro vittorie)

Classifica generale International Tour of Hellas
6ª tappa Giro di Turchia (Selçuk > Selçuk)
3ª tappa Tour de Hongrie (Gödöllő > Gyöngyös-Kékestető)
Classifica generale Tour de Hongrie

### Altri successi
- 2025 (XDS Astana Team)

1ª tappa Yo vivo seguro
Classifica generale Yo vivo seguro

## Piazzamenti

### Grandi Giri
- Vuelta a España

2024: non partito (10ª tappa)

### Classiche monumento
- Giro di Lombardia

2024: ritirato

### Competizioni mondiali
- Campionati del mondo

Fiandre 2021 - In linea Under-23: 67°
Wollongong 2022 - In linea Under-23: ritirato